# B+偵探
《B+偵探》（英語：The Detective 2）是一部於2011年上映的香港電影，由彭順擔任執導，以及由郭富城、廖啟智、譚耀文、徐正曦、張兆輝、龔蓓苾等擔任演出，此電影全部在泰國曼谷取景拍攝，內容主要講述私家偵探調查案件的故事，此電影為《C+偵探》的續集。

## 演員表
| 演員                 | 角色     | 關係 | 暱稱      |
| 郭富城               | 陳 探    | 私家偵探 經常查懸疑案件 在街市先跟蹤梁偉業，接着在街市內的菜肉檔看到梁偉業 脅持大嬸，然後用雙拳打梁偉業的臉部而放開大嬸， 最後抓住梁偉業 在醫院找風澤前大罵盧sir，之後進入病房與風澤傾訴 曾尋找凌家輝的資料 曾經在汽車維修舖拿出並偷聽凌家輝的錄音帶    | 阿探 探哥 |
| 廖啟智               | 風 澤    | 警察 晚上在街道被黑色貨車撞傷，然後在醫院留醫 留醫後先在停車場被凌家輝綁架，之後遭凌家輝綁架 在汽車維修舖，最後被凌家輝開槍射殺頭部而身亡 | 阿澤 澤少 |
| 譚耀文               | 盧sir    | 高級警察，風澤上司 | 阿盧      |
| 張兆輝               | 梁偉業   | 曾為疑犯 在警察局錄口供時吃了精神科藥物 在街市先被陳探跟蹤，接着在街市內的菜肉檔看菜肉時 調戲大嬸，之後被大嬸罵神經病時拿菜刀砍人並抓住大嬸， 然後被陳探用雙拳打臉部而放開大嬸，最後被陳探抓住 在精神病院住院時與陳探傾訴                               |           |
| 龔蓓苾               | 凌可兒   | 凌家輝之母親(因要掩飾真相而自稱是其姐姐) 曾被陳探在家內訪問關於凌家輝童年的經歷事情 (客串) 童年由林司敏飾演 |           |
| 徐正曦               | 凌家輝   | 疑犯 原為維修汽車工人 以殺人懸疑當廣播劇用錄音機錄音 曾在警察局錄口供時關於殺人案件而訪問 先在停車場綁架風澤，接着與風澤困住在汽車維修舖， 之後被陳探進入汽車維修舖而抓住陳探搏鬥， 然後開槍打風澤的頭部、陳探的手部，最後開槍自殺身亡 童年由王梓一飾演 |           |
| 何浚尉               | 細 榮    | 警察 |           |
| 李 蘊                | 琪琪姐   | 毒販 在公園談電話時被人用鉛筆刺腎部及剪掉其舌頭而身亡 |           |
| 徐貴三               | 張 叔    | 在偵探社曾被風澤找他來聯絡陳探訪問關於陳探之父母的事情 |           |
| Lersak Theerarangkul | 盧國棟   | 在公寓裡面因被人用刀刺死胸部和背部而身亡 |           |
| Actharnpan Aonjan    | 鄭美芬   | 晚上在村裡回家前被人性侵犯窒息而身亡 |           |
| Kriangsak Klewkar    | 強姦疑犯 | 晚上在村裡性侵犯鄭美芬 |           |
| Somchai Seaung       | 阿 全    | 放高利貨人士 晚上在村裡回家時被人用硬物襲擊頭部並切去其陰莖而身亡 |           |
| 余 冰                | 大 嬸    | 在街市裡的菜肉檔看先被梁偉業調戲， 接着罵梁偉業神經病，之後被梁偉業拿菜刀脅持並抓住她， 然後被陳探用雙拳打梁偉業的臉部而放開她， 最後頸部受傷而留醫 |           |

## 各地電影分級制度
| 國家／地區 | 級別 |
| ---------- | ---- |
| 香港       | IIB  |
| 台灣       | 輔   |
| 新加坡     | PG   |
| 馬來西亞   | PG13 |

## 拍攝過程
- 2009年10月，正式在泰國曼谷開機拍攝。
- 2010年3月至5月期間，泰國曼谷發生紅衫軍示威，電影已經暫停拍攝，因此續集電影的殺青戲未拍。
- 2010年7月，電影終於在泰國曼谷拍攝殺青戲便完成，之後正式殺青而展開後期製作。

## 外部連結
- Yahoo奇摩電影上《B+偵探》的資料（繁體中文）
- MSN娛樂上《B+偵探》的資料（繁體中文）

- 開眼電影網上《B+偵探》的資料（繁體中文）
- 豆瓣电影上《B+偵探》的資料 （简体中文）
- 时光网上《B+偵探》的資料（简体中文）
- AllMovie上《B+偵探》的资料（英文）
- 爛番茄上《B+偵探》的資料（英文）
- 香港影庫上《B+偵探》的資料（繁體中文）
- 互联网电影数据库（IMDb）上《B+偵探》的资料（英文）